# BMW X3
BMW X3 je terenac koji se u prodaji po prvi put pojavio 2003. godine, a baziran je na platformi tadašnje generacije BMW-a serije 3. Trenutačno je u drugoj generaciji.

## Prva generacija (E83)
Prva generacija, model E83 se proizvodio od 2003. do 2010. godine u Austriji. Proizvodila ga je Magna Steyr tvornica u Grazu i Beču.
Svaki je model opremljen xDriveom u 40:60 omjeru. 2006. godine je napravljen facelift. Mjenjači su 5/6 automatski i 6 ručni.
| Model            | kapacitet | cilindara | snaga                        | Okretni moment          | 0–100 km/h | max brzina | u proizvodnji       |
| ---------------- | --------- | --------- | ---------------------------- | ----------------------- | ---------- | ---------- | ------------------- |
| 2.0i/ xDrive20i  | 1995 cc   | 4         | 110 kW (150 KS) na 6200/min  | 200 Nm na 3750/min      | 11,5 s     | 198 km/h   | 9./2005.            |
| 2.5i             | 2494 cc   | 6         | 141 kW (192 KS) na 6000/min  | 245 Nm na 3500/min      | 8,9 s      | 208 km/h   | 9./2004. – 8./2006. |
| 2.5si/ xDrive25i | 2494 cc   | 6         | 160 kW (218KS) na 6500/min   | 250Nm na 2750-4250/min  | 8,5 s      | 210 km/h   | 9./2006.            |
| 3.0i             | 2979 cc   | 6         | 170 kW (231 KS) bei 5900/min | 300 Nm na 3500/min      | 7,8 s      | 210 km/h   | 9./2003. – 8./2006. |
| 3.0si/ xDrive30i | 2996 cc   | 6         | 200 kW (272 KS) na 6650/min  | 315 Nm na 2750/min      | 7,2 s      | 210 km/h   | od 9./2006.         |
| xDrive18d        | 1995 cc   | 4         | 110 kW (143 KS) na 4000/min  | 350 Nm na 1750/min      | 10,3 s     | 195 km/h   | 6./2009.            |
| 2.0d             | 1995 cc   | 4         | 110 kW (150 KS) na 4000/min  | 330 Nm na 2000/min      | 10,2 s     | 198 km/h   | 9./2004. – 8./2007. |
| 2.0d/ xDrive20d  | 1995 cc   | 4         | 130 kW (177 KS) na 4000/min  | 350 Nm na 1750-3000/min | 8,9 s      | 206 km/h   | 9./2007.            |
| 3.0d             | 2993 cc   | 6         | 150 kW (204 KS) na 4000/min  | 410 Nm na 1500-3250/min | 7,9 s      | 210 km/h   | 9./2003. – 8./2004. |
| 3.0d/ xDrive30d  | 2993 cc   | 6         | 160 kW (218 KS) na 4000/min  | 500 Nm na 1750-2750/min | 7,4 s      | 210 km/h   | od 9./2004.         |
| 3.0sd/ xDrive35d | 2993 cc   | 6         | 210 kW (286 KS) na 4400/min  | 580 Nm na 1750-2250/min | 6,4 s      | 240 km/h   | 9./2006.            |

## Druga generacija (F25)
Druga generacija, model F25 se proizvodi od 2010. godine. Za razliku od prve generacije koja je bila najmanji SUV u ponudi BMW-a, druga generacija ima potpuno drugi cilj. BMW X1 je preuzeo ulogu najjeftinijeg i najmanjeg SUV-a a novi X3 je postao luksuzniji od prethodnika. Kao i druga vozila SUV klase novi X3 se proizvodi i u SAD-u. Mjenjači su 6 ručni i 8 automatski.
Benzinski motori su atmosferski 3.0 snage 258 i TwinTurbo 3.0 s 306 ks. Dva su dizelska motora, 2 i 3 litre snage 184 i 258 ks.